# Női 400 méteres gyorsúszás az 1974-es úszó-Európa-bajnokságon
Az 1974-es úszó-Európa-bajnokságon a női 400 méteres gyorsúszás versenyeit augusztus 20-án tartották. A versenyszámban 29-en indultak. A győztes az NDK-beli Angela Franke lett, aki a döntőben Európa-csúcsot úszott. A magyar induló Lázár Eszter a 18. helyen végzett.

## Rekordok
|              | Név                | Nemzet      | Idő     | Helyszín    | Dátum               |
| ------------ | ------------------ | ----------- | ------- | ----------- | ------------------- |
| Világcsúcs   | Heather Greenwood  | USA         | 4:17,33 | Santa Clara | 1974. június 28.    |
| Európa-csúcs | Novella Calligaris | Olaszország | 4:21,79 | Belgrád     | 1973. szeptember 7. |

A versenyen új rekord született:
| Európa-bajnoki csúcs | selejtező | Helga Wagner  | NSZK | 4:32,49 | Bécs, Ausztria | augusztus 20. |
| Európa-bajnoki csúcs | selejtező | Cornelia Dörr | NDK  | 4:29,24 | Bécs, Ausztria | augusztus 20. |
| Európa-bajnoki csúcs | selejtező | Angela Franke | NDK  | 4:27,34 | Bécs, Ausztria | augusztus 20. |
| Európa-csúcs         | döntő     | Angela Franke | NDK  | 4:17,83 | Bécs, Ausztria | augusztus 20. |

## Eredmények
A rövidítések jelentése a következő:
| - Q: továbbjutás időeredmény alapján - ECR: Európa-bajnoki rekord | - WR: világ rekord - ER: Európa-rekord | - NR: országos rekord |

### Selejtezők
| Helyezés | Futam | Név                  | Nemzet             | Idő     | Megj.  |
| -------- | ----- | -------------------- | ------------------ | ------- | ------ |
| 1        | 3     | Angela Franke        | NDK                | 4:27,34 | Q, ECR |
| 2        | 4     | Novella Calligaris   | Olaszország        | 4:27,72 | Q      |
| 3        | 4     | José Damen           | Hollandia          | 4:28,34 | Q      |
| 4        | 2     | Cornelia Dörr        | NDK                | 4:29,24 | Q, ECR |
| 5        | 3     | Ludmilla Krutakova   | Szovjetunió        | 4:31,80 | Q      |
| 6        | 2     | Laura Bortolotti     | Olaszország        | 4:31,86 | Q      |
| 7        | 3     | Diane Walker         | Egyesült Királyság | 4:31,90 | Q      |
| 8        | 1     | Helga Wagner         | NSZK               | 4:32,49 | Q, ECR |
| 9        | 1     | Annelies Maas        | Hollandia          | 4:32,50 |        |
| 10       | 2     | Jarmila Hemerková    | Csehszlovákia      | 4:32,62 |        |
| 11       | 3     | Pia Ottosson         | Svédország         | 4:32,77 |        |
| 12       | 4     | Uta Schütz           | NSZK               | 4:33,34 |        |
| 13       | 4     | Carine Verbauwen     | Belgium            | 4:34,86 |        |
| 14       | 4     | Bjørg Jensen         | Norvégia           | 4:37,57 |        |
| 15       | 1     | Marie Sundborn       | Svédország         | 4:38,25 |        |
| 16       | 3     | Torild Bergesen      | Norvégia           | 4:38,67 |        |
| 17       | 3     | Elżbieta Pilawska    | Lengyelország      | 4:39,42 |        |
| 18       | 2     | Lázár Eszter         | Magyarország       | 4:41,11 |        |
| 19       | 1     | Corine Cordett       | Svájc              | 4:41,24 |        |
| 20       | 1     | Isabelle Leroy       | Franciaország      | 4:43,87 |        |
| 21       | 2     | Jacqueline Simpson   | Egyesült Királyság | 4:43,94 |        |
| 22       | 2     | Begoña Arrabal       | Spanyolország      | 4:44,57 |        |
| 23       | 4     | Christine Duperron   | Franciaország      | 4:46,38 |        |
| 24       | 1     | Heleni Avlonitu      | Görögország        | 4:51,57 |        |
| 25       | 4     | Grethe Nielsen       | Dánia              | 4:52,65 |        |
| 26       | 2     | Jolanta Kupis        | Lengyelország      | 4:54,93 |        |
| 27       | 3     | Eileen Campion       | Írország           | 4:58,86 |        |
| 28       | 2     | Michelle Kavanagh    | Írország           | 4:59,07 |        |
| 29       | 1     | Þórunn Alfreðsdóttir | Izland             | 5:06,52 |        |

### Döntő
| Helyezés | Név                | Nemzetiség         | Idő     | Megj. |
| -------- | ------------------ | ------------------ | ------- | ----- |
|          | Angela Franke      | NDK                | 4:17,83 | ER    |
|          | Cornelia Dörr      | NDK                | 4:19,72 |       |
|          | Novella Calligaris | Olaszország        | 4:22,92 |       |
| 4        | José Damen         | Hollandia          | 4:25,76 |       |
| 5        | Ludmilla Krutakova | Szovjetunió        | 4:28,68 |       |
| 6        | Diane Walker       | Egyesült Királyság | 4:29,17 |       |
| 7        | Laura Bortolotti   | Olaszország        | 4:32,28 |       |
| 8        | Helga Wagner       | NSZK               | 4:32,84 |       |